# リッチストライク
リッチストライク（Rich Strike、2019年4月25日 - ）は、アメリカ合衆国のサラブレッドの競走馬。2022年のケンタッキーダービーにおいて補欠繰り上がり・単勝オッズ81倍の大穴馬ながら優勝を果たした。

## 出自
リッチストライクは、2019年4月25日にケンタッキー州のカルメットファームで生産された。母ゴールドストライク（母父スマートストライク）は2005年のカナダ最優秀3歳牝馬に選ばれた馬で、また父はトラヴァーズステークスでアメリカンファラオに勝ったことで知られるキーンアイスであった。その後の成績により、リッチストライクはキーンアイス産駒としての最初のG1競走勝ち馬となり、またカルメットファームにとって10頭目のケンタッキーダービー優勝馬となった。

## 経歴
- 以下、特記がない限り競走はすべてダートコース。

### 2021年（2歳時）
リッチストライクは当初カルメットファーム所有、ジョー・シャープ調教師の調教の下で競走馬となり、2021年8月15日にエリスパーク競馬場の芝8ハロン（1マイル）の未勝利戦でデビュー戦を切った。初戦でのリッチストライクはスタートで出遅れてしまい、最下位10着に沈んだ。
翌戦、リッチストライクはチャーチルダウンズ競馬場での未勝利クレーミング競走（8ハロン）に登録された。ここでもリッチストライクはスタートが遅かったが、バックストレッチにおいて先団の後ろにつけて進み、そしてコーナーで猛烈に上がって先頭に立つと、後続を大いに引き離し、最終的に2着馬に17馬身1/4差をつけて初勝利を挙げた。
この競走後、調教師のエリック・リードは、リチャード・ドーソン率いるRED-TRレーシングに代わって、リッチストライクを30,000ドルで購入した。
10月9日、リッチストライクはキーンランド競馬場でのオプショナルクレーミング競走（8ハロン）に出走、スタートで躓き、最初のコーナー前で他馬と接触して安定を欠いた。その後復調したものの、最後の1ハロンで詰まった前方をこじ開けるのに苦労し、結果1着馬から3馬身半差の3着で競走を終えた。
12月26日にニューオーリンズのフェアグラウンズ競馬場で行われたガンランナーステークス（グレード外・8.5ハロン）がリッチストライクにとって同年最後の競走であった。リッチストライクはずっと後方に付けて進み、勝ち馬エピセンターから14馬身離された5着に終わった。

### 2022年（3歳時）
リッチストライクは2022年1月22日、ケンタッキー州のターフウェイパーク競馬場で行われたレオネイタスステークス（グレード外・AW8ハロン）で3歳シーズンの初戦を迎えた。リッチストライクはここでも後方から追い上げる競馬に徹し、3着に収まった。調教師のリードは後のコメントで、リッチストライクが悪天候のために数日間のトレーニングの機会を失ったと語った。またリードは「パドックでは彼はモンスターでしたが、レースではそうではありませんでした。今回ひどく走りませんでしたが、彼がただ彼自身ではありませんでした」とも語った。
続いて3月5日の同じくターフウェイパークで行われたジョンバッタリアメモリアルステークス（グレード外・AW8.5ハロン）にも出走、前走同様の追い込みの競馬を見せ4着に入った。
同じくターフウェイパークの4月2日に行われたジェフルビーステークス（G3・AW9ハロン）でリッチストライクは重賞に初出走した。序盤から中盤にかけてずっと後方待機していたが、コーナーから内ラチ沿いに進出し、勝ち馬ティズザボムの後ろ3着で競走を終えた。

#### ケンタッキーダービー
前走での3位入賞により、リッチストライクは2022年の「ロード・トゥ・ケンタッキーダービー」の得点が20ポイント加算された。本来この得点ではケンタッキーダービー出走に必要なポイントを下回っていたものの、すでに登録されていたエセリアルロードという馬が直前でスクラッチ（回避）したため、リッチストライクは補欠としてダービーへの参加が叶った 。リードは当初、ベルモントパーク競馬場のピーターパンステークスにリッチストライクを出走させようとしていたため、直前の通知で心肺蘇生が必要になったと冗談を言った。さらに「彼はかつてないほど良くなった。彼はこのトラックが大好きです。この1週間、私は「彼は毎日良くなる」と思っていました。彼は今とても幸せです。走ることができるのは他ならぬ祝福です」とも語った。馬主のリチャード・ドーソンも、この直前の登録変更を締め切りのちょうど30秒前に変更について知ったという。
5月7日に開催された2022年のケンタッキーダービー（G1・チャーチルダウンズ・10ハロン）のは混戦模様で、その中で高く評価されていた馬は、ルイジアナダービーとリズンスターステークスを制してきたエピセンター、ブルーグラスステークス勝ち馬のゼンダン、サンタアニタダービー勝ち馬のテイバであった。一方でリッチストライクは単勝オッズ約81倍との大穴扱いを受けていた。ソニー・レオン鞍上のもと、レースがスタートするとリッチストライクはスタートがうまくいかず、先頭から17馬身離された18番手につけていた。その後も後方を進んでいたが、第3コーナーから4頭分外に持ち出すと、波をかき分けるように進出し始め、その後内ラチ沿いに収まっていった。そして前方の力尽きた馬をどんどん追い抜いていくと、最後には先頭に立っていたエピセンターを3/4馬身差で捕らえてゴール、優勝を手にした。
鞍上を務めたベネズエラ出身のソニー・レオンにとっては、これが初めてのグレード競走優勝でもあった。レオンは「皆さんは私たちが難しい役目を負っていたことを知っていますが、私は馬を知っています。彼が勝つことができるかどうかはわかりませんでしたが、私は彼と良い気持ちでした。私は最後の直線まで待たなければならなかった。待って、そして道が開いた。私は緊張していなかった。むしろワクワクしました。私が私の馬を知っているように、誰も私の馬を知りません」とコメントした。
リッチストライクの大穴での勝利は、1913年にドーンレイルが記録した単勝92倍というオッズに続いてケンタッキーダービー史上2番目に大きな大穴であった。

#### ベルモントステークス以後
三冠レースの2戦目となる5月21日のプリークネスステークスを回避し、三冠最終戦となる6月11日のベルモントステークスでは最後方追走も直線で伸びを欠いて6着に惨敗。続く8月27日のトラヴァーズステークスではエピセンターの4着、10月1日のG2ルーカスクラシックでは4番手追走から直線で脚を伸ばしてホットロッドチャーリーとの叩き合いとなるも頭差で2着に敗れる。その後、11月5日のブリーダーズカップ・クラシックでは怪物フライトラインの4着、11月25日のクラークステークスでは最下位の6着に終わった。

### 2023年（4歳時）～2024年（5歳時）
5月5日のG2アリシーバステークスで復帰したが6頭立ての5着に敗れる。その後、レースに出走することなく同年11月に現役引退を発表して、セールに上場して2024年より種牡馬となる予定であったが、セールへの参加を取りやめて一転して現役を続行することになったものの、5歳シーズンは一度もレースに出走することなく2024年12月30日に現役を引退してペンシルベニア州のマウンテンスプリングファームで種牡馬となることが発表された。

## 血統
| リッチストライクの血統            | リッチストライクの血統                        | リッチストライクの血統                        | （血統表の出典）                              | （血統表の出典） |
| 父 Keen Ice アメリカ 2015 鹿毛    | 父の父Curlin アメリカ 2004 栗毛               | Smart Strike                                  | Mr. Prospector                                | Mr. Prospector   |
| 父 Keen Ice アメリカ 2015 鹿毛    | 父の父Curlin アメリカ 2004 栗毛               | Smart Strike                                  | Classy 'n Smart                               |                  |
| 父 Keen Ice アメリカ 2015 鹿毛    | 父の父Curlin アメリカ 2004 栗毛               | Sherriff's Deputy                             | Deputy Minister                               | Deputy Minister  |
| 父 Keen Ice アメリカ 2015 鹿毛    | 父の父Curlin アメリカ 2004 栗毛               | Sherriff's Deputy                             | Barbarika                                     |                  |
| 父 Keen Ice アメリカ 2015 鹿毛    | 父の母Medomak アメリカ 2007 鹿毛              | Awesome Again                                 | Deputy Minister                               | Deputy Minister  |
| 父 Keen Ice アメリカ 2015 鹿毛    | 父の母Medomak アメリカ 2007 鹿毛              | Awesome Again                                 | Primal Force                                  |                  |
| 父 Keen Ice アメリカ 2015 鹿毛    | 父の母Medomak アメリカ 2007 鹿毛              | Wiscasset                                     | Kris S.                                       | Kris S.          |
| 父 Keen Ice アメリカ 2015 鹿毛    | 父の母Medomak アメリカ 2007 鹿毛              | Wiscasset                                     | Tara Roma                                     |                  |
| 母 Gold Strike カナダ 2002 黒鹿毛 | 母の父Smart Strike カナダ 1992 鹿毛           | Mr. Prospector                                | Raise a Native                                | Raise a Native   |
| 母 Gold Strike カナダ 2002 黒鹿毛 | 母の父Smart Strike カナダ 1992 鹿毛           | Mr. Prospector                                | Gold Digger                                   |                  |
| 母 Gold Strike カナダ 2002 黒鹿毛 | 母の父Smart Strike カナダ 1992 鹿毛           | Classy 'n Smart                               | Smarten                                       | Smarten          |
| 母 Gold Strike カナダ 2002 黒鹿毛 | 母の父Smart Strike カナダ 1992 鹿毛           | Classy 'n Smart                               | No Class                                      |                  |
| 母 Gold Strike カナダ 2002 黒鹿毛 | 母の母Brassy Gold カナダ 1996 鹿毛            | Dixieland Brass                               | Dixieland Band                                | Dixieland Band   |
| 母 Gold Strike カナダ 2002 黒鹿毛 | 母の母Brassy Gold カナダ 1996 鹿毛            | Dixieland Brass                               | Windmill Gal                                  |                  |
| 母 Gold Strike カナダ 2002 黒鹿毛 | 母の母Brassy Gold カナダ 1996 鹿毛            | Panning For Gold                              | Search For Gold                               | Search For Gold  |
| 母 Gold Strike カナダ 2002 黒鹿毛 | 母の母Brassy Gold カナダ 1996 鹿毛            | Panning For Gold                              | Apple Pan Dowdy                               |                  |
| 5代内の近親交配                   | Smart Strike 3×2, Deputy Minister 4×4（父内） | Smart Strike 3×2, Deputy Minister 4×4（父内） | Smart Strike 3×2, Deputy Minister 4×4（父内） | [ § 2 ]          |
| 出典                              | 1. 2.                                         | 1. 2.                                         | 1. 2.                                         | 1. 2.            |

- 半姉ラナモン（父・スカイメサ）はナタルマステークス（カナダ芝G2）の優勝馬で、引退後に日本へ輸入されている[34]。